# Třída Connecticut
Třída Connecticut byla předposlední postavená třída predreadnoughtů námořnictva Spojených států amerických. Celkem bylo postaveno šest jednotek této třídy. Ve službě byly v letech 1906–1923. Všechny byly vyřazeny a na počátku 20. let 20. století sešrotovány.
Přestože to byly nejlepší postavené americké predreadnoughty, jejich stavba probíhala souběžně s revolučně řešenou britskou bitevní lodí HMS Dreadnought, a proto byly už během stavby zastaralé. Tvořily ale jádro americké bitevní flotily až do doby, kdy byly nové americké dreadnoughty k dispozici v dostatečném počtu.

## Stavba
Tato třída měla větší výtlak a lepší nautické vlastnosti. Novinkou bylo posílení sekundární baterie použitím nikoliv 152mm, ale 178mm kanónů. V praxi však bylo obtížné rozlišení dopadu střel této baterie a 203mm kanónů, které plavidla třídy Connecticut rovněž nesla. Celkem bylo v letech 1903–1908 postaveno šest jednote ktéto třídy, pojmenovaných USS Connecticut, USS Louisiana, USS Vermont, USS Kansas, USS Minnesota a USS New Hampshire. Poslední čtyři jednotky se mírně lišily svým pancéřováním. Do jejich stavby se zapojily americké loděnice New York Navy Yard v Brooklynu v New Yorku, Newport News Shipbuilding v Newport News ve Virginii, Fore River Shipyard v Quincy v Massachusetts a New York Shipbuilding Corporation v Camdenu v New Jersey.
Jednotky třídy Virginia:
| Jméno         | Loděnice                    | Založení kýlu   | Spuštěna        | Vstup do služby | Poznámka                                                |
| ------------- | --------------------------- | --------------- | --------------- | --------------- | ------------------------------------------------------- |
| Connecticut   | New York Navy Yard          | 10. března 1903 | 29. září 1904   | 29. září 1906   | Vyřazena 1923. Do srotu prodána 1923.                   |
| Louisiana     | Newport News Shipbuilding   | 7. února 1903   | 27. srpna 1904  | 2. června 1906  | Vyřazena 1920. Do srotu prodána 1923.                   |
| Vermont       | Fore River Shipyard, Quincy | 21. května 1904 | 31. srpna 1905  | 4. března 1907  | Vyřazena 1920. Do srotu prodána 1923.                   |
| Kansas        | New York Shipbuilding       | 10. února 1904  | 12. srpna 1905  | 18. dubna 1907  | Vyřazena 1920. Do srotu prodána 1923, sešrotována 1924. |
| Minnesota     | Newport News Shipbuilding   | 27. října 1903  | 8. dubna 1905   | 9. března 1907  | Vyřazena 1921. Do srotu prodána 1924.                   |
| New Hampshire | New York Shipbuilding       | 1. května 1905  | 30. června 1906 | 19. března 1908 | Vyřazena 1921. Do srotu prodána 1923.                   |

## Konstrukce

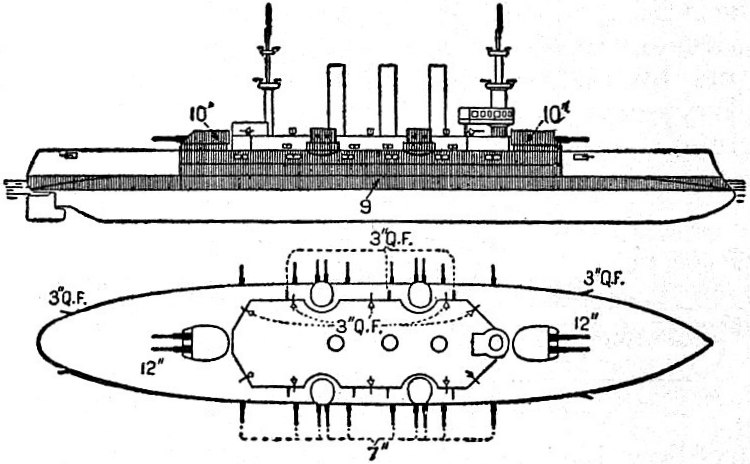
Základní uspořádání třídy

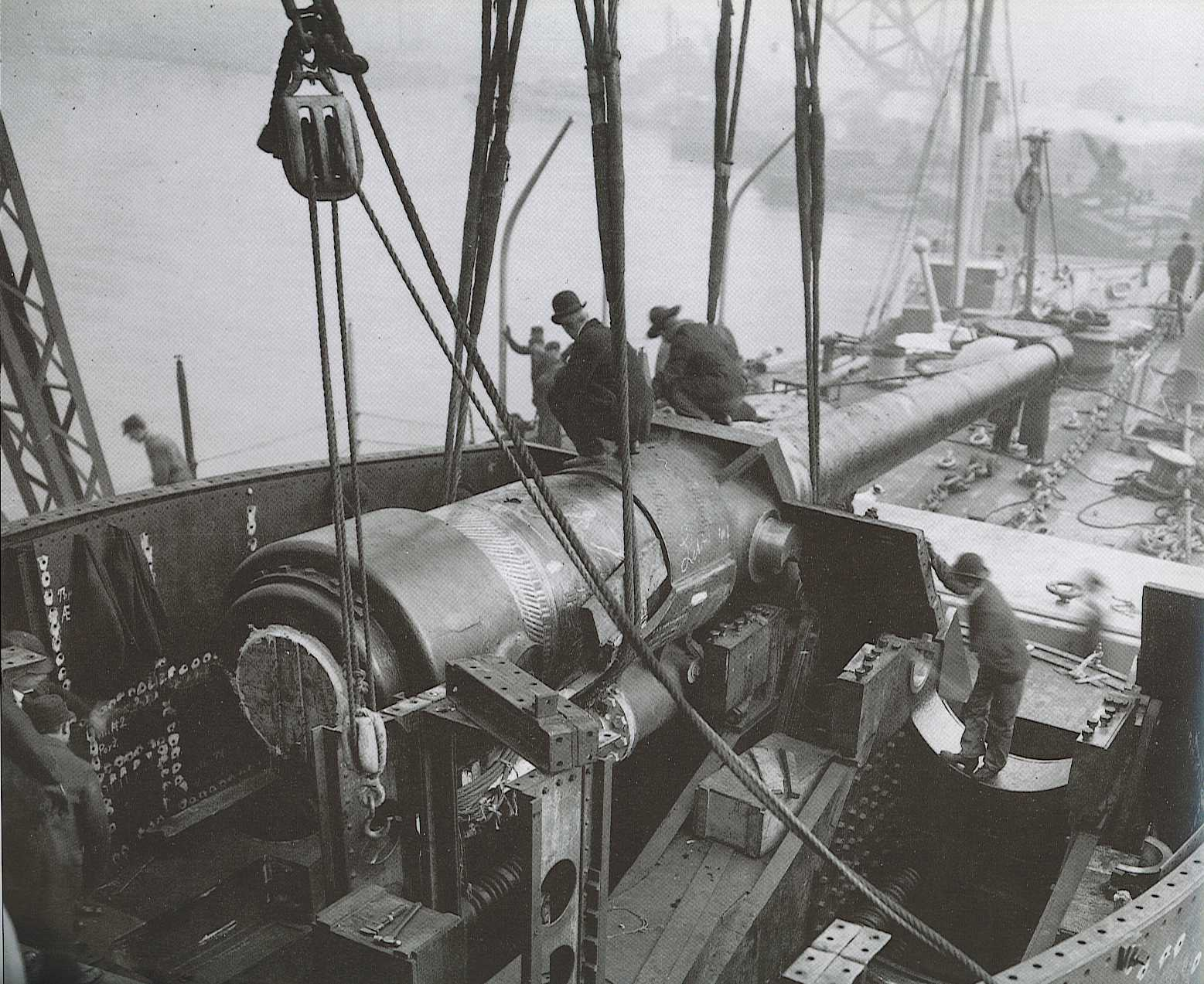
USS Connecticut

Výzbroj tvořily čtyři 305mm kanóny ve dvoudělových věžích, umístěných v ose lodi po jedné na přídi a na zádi. Doplňovalo je osm 203mm kanónů ve čtyřech dvoudělových věžích po stranách nástavby. Sekundární výzbrojí bylo dvanáct 178mm kanónů v kasematech. Lehkou výzbroj tvořilo dvacet 76mm kanónů, dvanáct 47mm kanónů a čtyři 37mm kanóny. Dále neseny čtyři 533mm torpédomety. Pohonný systém tvořilo 12 kotlů Babcock and Wilcox a dva parní stroje s trojnásobnou expanzí o výkonu 16 500 ihp, pohánějící dva lodní šrouby. Nejvyšší rychlost dosahovala 18 uzlů.

### Modernizace
V letech 1909–1910 byly bitevní lodě modernizovány. Jejich siluetu změnily dva vysoké mřížové stožáry. Demontovány byly 47mm kanóny. Do roku 1919 byly odstraněny 178mm kanóny a počet 76mm kanónů byl zredukován na dvanáct. Zároveň byly instaovány dva protiletadlové 76mm kanóny.

## Operační služba

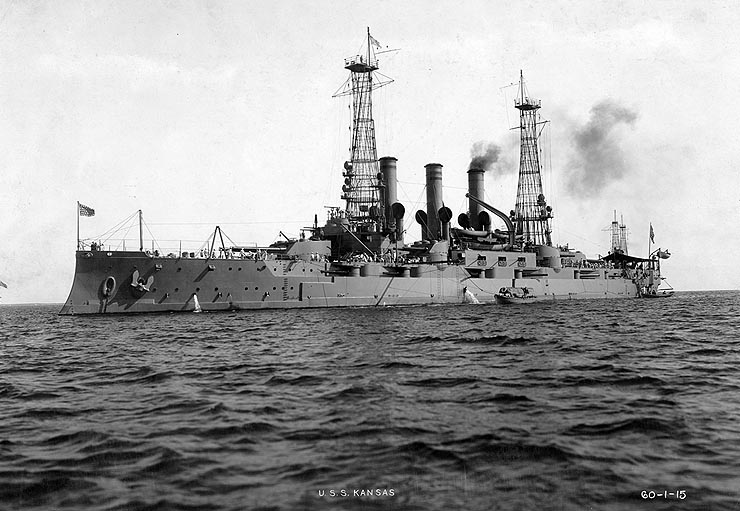
USS Kansas (BB-21) po modernizaci

V letech 1907-1909 se prvních pět postavených jednotek účastnilo plavby „Great White Fleet“ kolem světa. Před vstupem USA do první světové války se Louisiana, Vermont a New Hampshire účastnily okupace mexického přístavu Veracruz. Za první světové války sloužily zejména k výcviku a doprovodu konvojů. Část jejich výzbroje byla za války demontována a použita pro vyzbrojení jiných lodí. Po skončení války sloužily k transportu vojáků zpět do USA a dalších rolích. V letech 1921–1923 byly vyřazeny ze služby a sešrotovány v souladu s podmínkami Washingtonské smlouvy.